# Segonzone
Segonzone (Sgonzón in noneso) è una frazione del comune di Campodenno, in provincia autonoma di Trento.

## Storia

### Etimologia
Il nome dovrebbe derivare dal gentilizio latino Secundius, come nel caso di Segonzano, in Val di Cembra.

### Le prime attestazioni

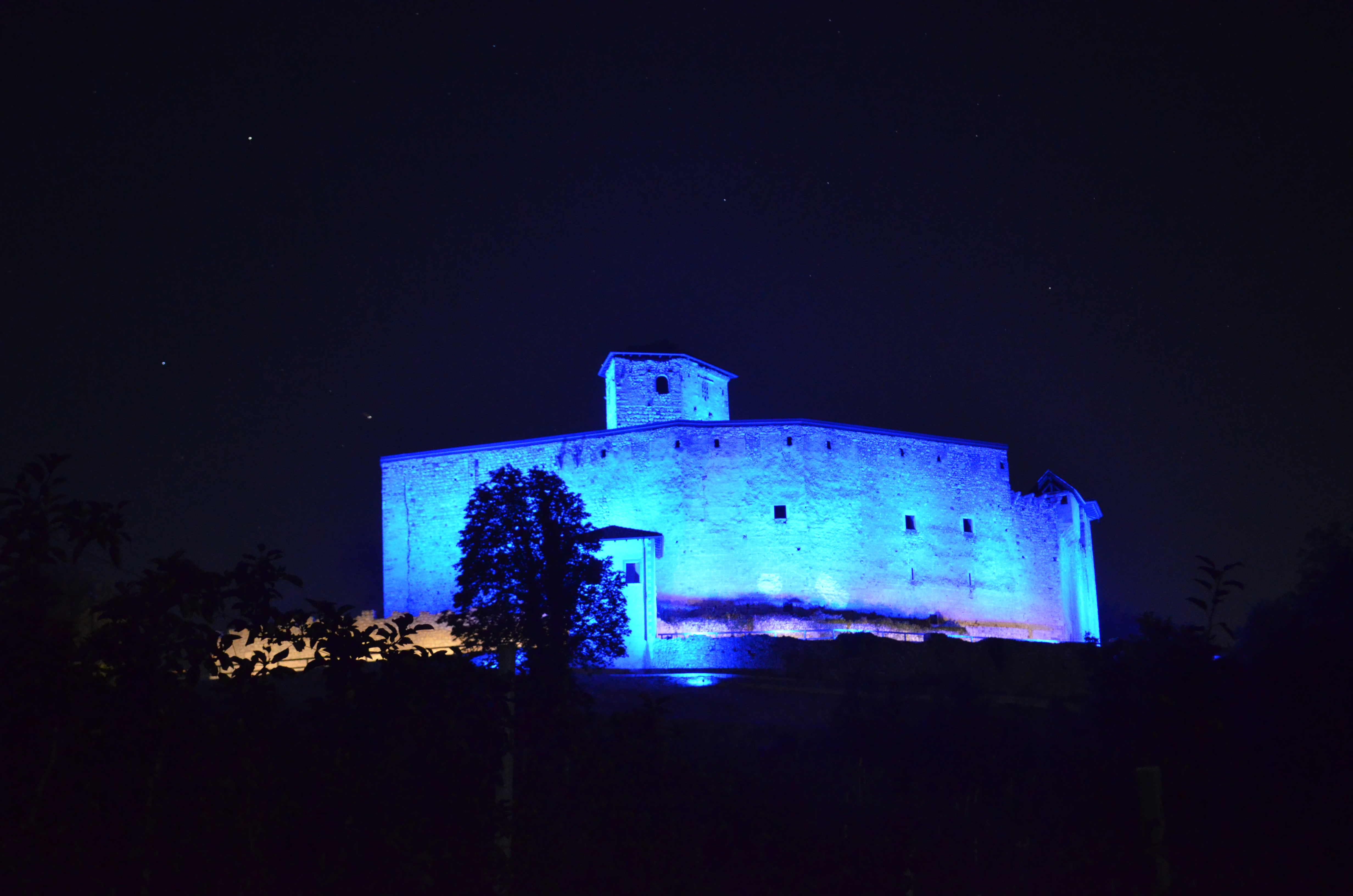
Vista di Castel Belasi

Il toponimo Segonzone è menzionato nell'inventario della massa ereditaria spettante ai figli di Aldrighetto conte di Flavon, redatto nel 1269, nel quale sono presenti gli heredes quondam Gaioti de Segonzono.
In un'investitura da parte dei canonici del Capitolo della Cattedrale di Trento del 1329, questi si impegnarono a cedere delle terre al "dominum" Vitale, figlio di Vesino da Segonzone (Segençono). Successivamente, nel 1347, torna nuovamente il nome Vesino, in particolare è citato il notaio pubblico per autorità imperiale Bonaventura, figlio di Vesino da Segonzone, che redasse una copia di un documento scritto a Levico nel 1276.

### I signori di Castel Belasi

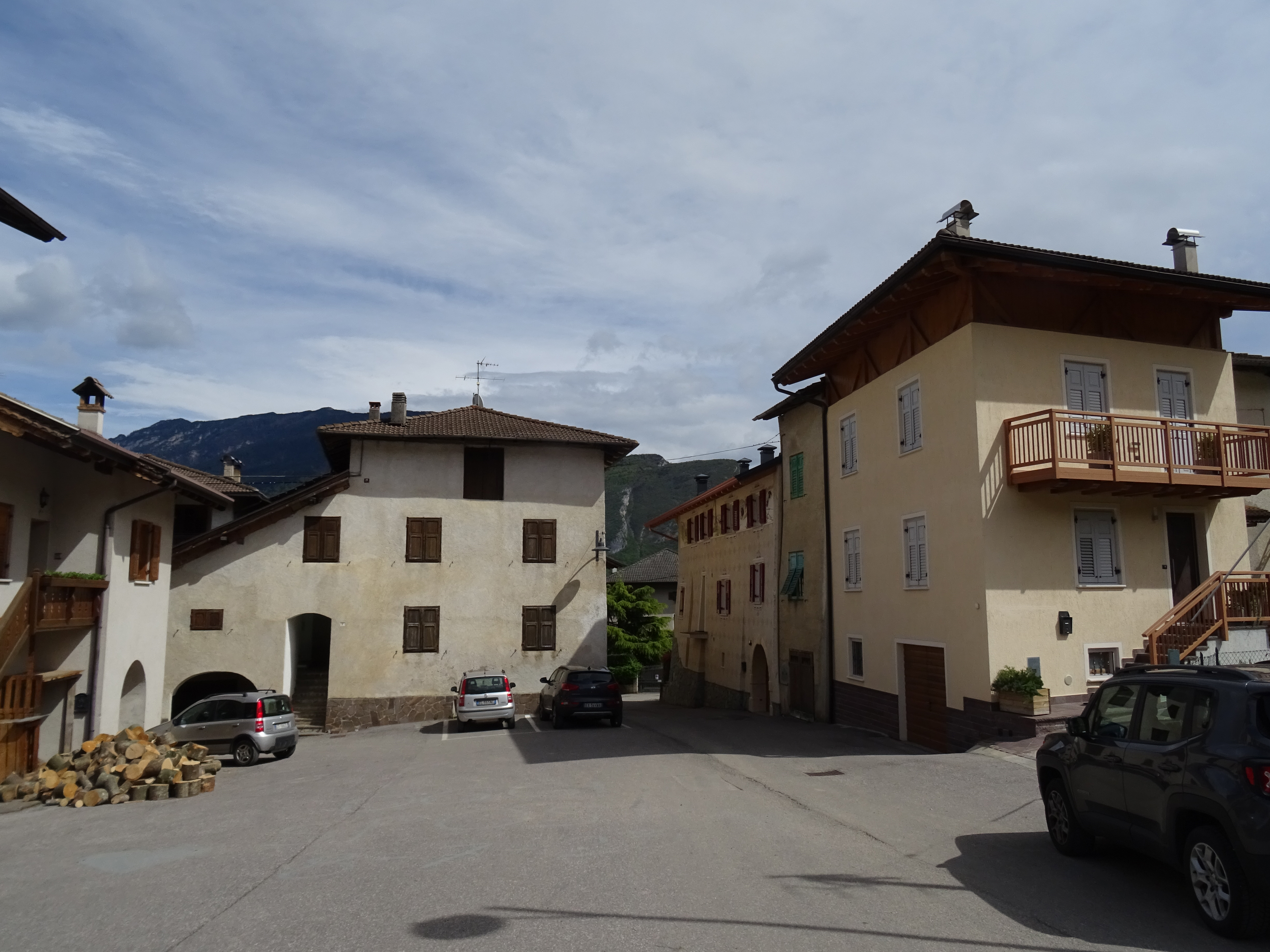
Scorcio

Nel 1291 il castello, probabilmente costruito pochi anni prima fu investito a Ulrico di Ragogna. I signori del castello tuttavia non furono molto attivi nella bassa Val di Non, soltanto a Segonzone infatti potevano vantare diritti di decima. Nei vicini paesi di Lover, Dercolo e Campodenno infatti a partire dal 1339 la decima spettava a Niccolò di Flavon, proprietario di Castel Corona, figlio del notaio Walter, che all'inizio del XIV secolo era riuscito a ritagliarsi uno spazio nella zona dopo la crisi dei conti Flavon. Furono poi i successori di Volcmaro di Burgstall, capitano di Castel Sporo a partire dal 1312, ovvero la famiglia Spaur, a imporsi negli attuali comuni di Sporminore, Campodenno e Contà.
Nel 1368 il castello fu acquistato da Corrado Khuen, proveniente da Termeno. La famiglia Khuen nel corso del XV secolo creò maggiori interazioni rispetto ai precedenti signori del castello con il principe vescovo di Trento e questo permise alla famiglia, che a partire dal primo decennio del Quattrocento cominciava a farsi nominare Khuen Belasi, di ottenere investiture molto più consistenti dal principato, in particolare sui villaggi vicini al castello.
Ulrico Khuen Belasi riuscì ad ottenere infatti dal vescovo Alessandro di Masovia la decima del vino e dei cereali a Lover e metà della decima a Dercolo, poi nel 1436 da Federico IV la decima di Segonzone, l'altra metà della decima a Dercolo e il diritto di regolanato maggiore a Segonzone e Lover, oltre a svariati edifici e il diritto di caccia, pesca e di tagliare il legname sul monte Lovertina, da aggiungere ai diritti sul torrente Lovernatico.

### La Carta di Regola
Le comunità trentine a partire dall'età medievale erano organizzate in regole, cioè l'insieme dei "vicini". Queste regole si riunivano in assemblee, alle quali partecipavano tutti i capifuoco, ovvero i padri di ciascuna famiglia. Ogni anno i capifuoco si alternavano nel ruolo di regolani, la carica più importante, uno di Lover e uno di Segonzone in questo caso. Tra le altre cariche, sempre annuali, vi erano i giurati, eletti dalla comunità e i saltari, che avevano il compito di vigilare sulle campagne, i boschi e i prati e di convocare i vicini in occasione delle assemblee.
La carta di regola di Lover e Segonzone risale al 1673, ma riporta il testo della stesura del 1586, con l'aggiunta di un capitolo. In quell'occasione si riunirono 25 capifamiglia, oltre ai due regolani Francesco Zanoti (Francisci Zanoti) e Antonio Selbar (Antonii Selbar de Segonzono) e il saltaro Baldassarre de Zanoti (Baldessarem de Zanotis de Loverno). La Carta si presenta in forma di lettera indirizzata al principe vescovo di Trento, con presentazione in latino seguita poi dai 45 capitoli in italiano.

## Monumenti e luoghi d'interesse
- Castel Belasi, attestato agli inizi del XIV secolo, acquistato nel 1368 dalla famiglia Khuen, originaria di Termeno, ristrutturato negli ultimi anni e visitabile nei mesi estivi.
- Chiesa dei Santi Filippo e Giacomo, costruita attorno alla metà del XV secolo, con gli interni affrescati dai fratelli Giovanni e Battista Baschenis.[11]

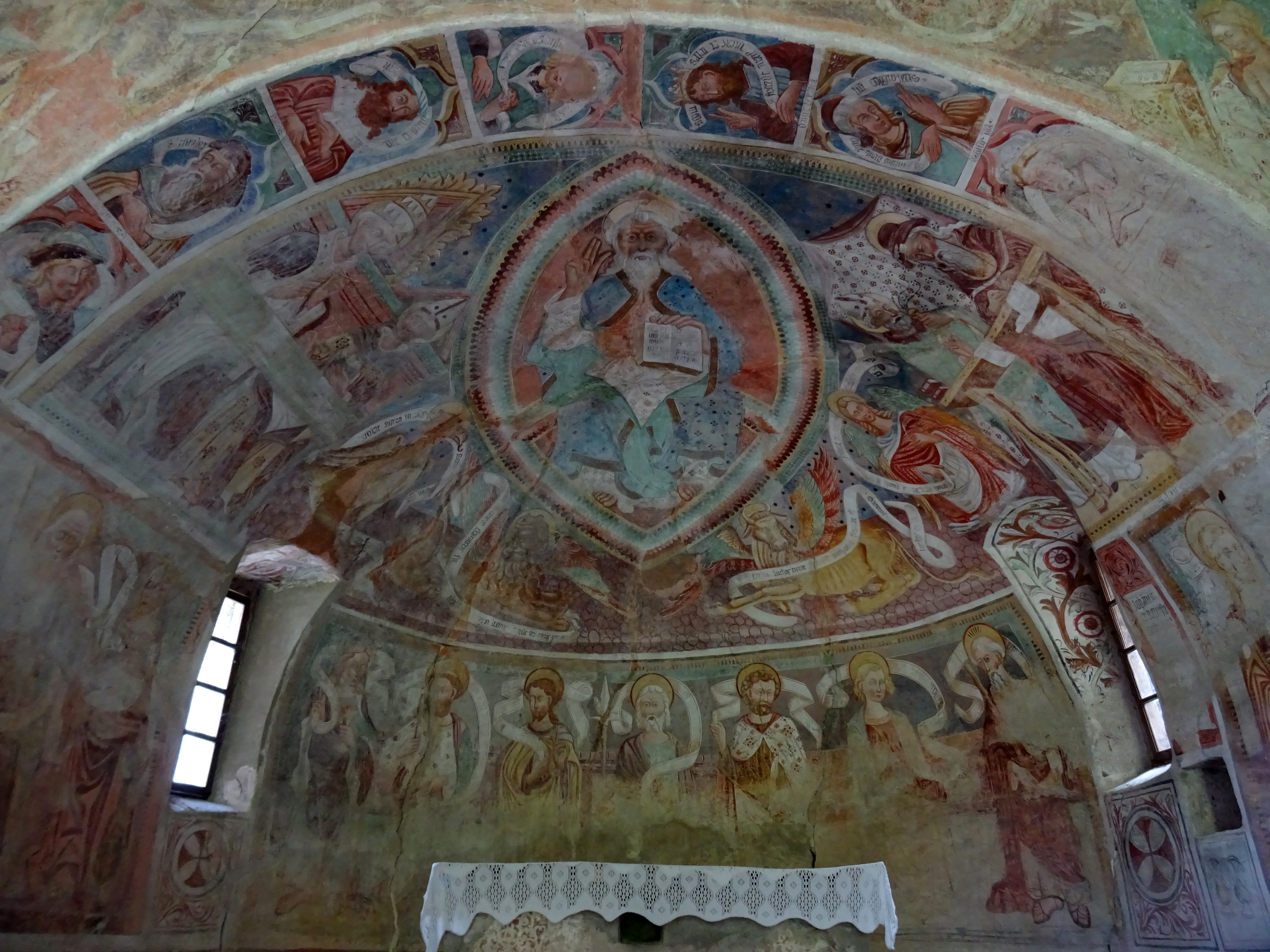
Affreschi dell'abside della chiesa dei Santi Filippo e Giacomo

## Geografia
Il paese di Segonzone si raggiunge da Lover, attraversando Via don Valentini dove è presente la chiesa dell'Immacolata, oppure salendo da Dercolo.
Dopo aver oltrepassato la piazza del paese, scendendo da una stradina, si intravede la chiesa dei Santi Filippo e Giacomo e più avanti la collina sulla quale è eretto Castel Belasi.